# Arispe
Arispe – miasto w Stanach Zjednoczonych, w stanie Iowa, w hrabstwie Union.

## Demografia
W 2000 liczyło 89 mieszkańców. W 2023 liczba mieszkańców wzrosła do 94 osób, a gęstość zaludnienia przekroczyła 72 osoby/km².